# Alfredo Silva Carvallo
Alfredo Fernando Silva Carvallo (Viña del Mar, 7 giugno 1906 – Santiago del Cile, 5 gennaio 1975) è stato un avvocato, politico e giornalista cileno.
Laureato in giurisprudenza, diventò proprietario de La Unión de Valparaíso alla morte del padre nel 1934, ricoprendo la carica di direttore dal 1941 al 1967. Fu corrispondente di guerra dell'esercito alleato nel 1945 in Francia e Germania, assistendo anche alla Conferenza di Potsdam.
Collaborò regolarmente con El Mercurio, La Prensa di Buenos Aires, ABC, Las Américas, El Mundo, El Norte e La Prensa di Lima.
Militò nel Partito Conservatore, di cui fu deputato dal 1941 al 1953.
Nel 1950, fu tra i fondatori dell'International Press Institute. L'anno successivo, fu eletto presidente della Società interamericana della stampa. Fu anche fondatore e primo presidente dell'Associazione nazionale della stampa del Cile.

## Premi
- Premio Maria Moors Cabot: 1948[2]